# Los Pinos (Ciudad de La Habana)
Los Pinos es una localidad perteneciente al municipio Arroyo Naranjo, provincia de Ciudad de La Habana (Cuba).

## Demografía
- Población: 29291 Habitantes. Masculinos 14526, Femeninos 14765
- Densidad Poblacional: 5326 hab./km²
- Circunscripciones: 17. (13 Los Pinos y 4 Poey.) Manzanas: 240. Locales: 8613

## Salud
El Consejo Popular Los Pinos a pesar de su pequeño tamaño abarca una área de salud bastante extensa. 
Cuenta con un Policlínico("Los Pinos") fundado entre los años 1946 y 1947 con una rama de consultorio del médico de la familia: 12(TIPO I) y 1(TIPO II), una clínica estomatológica y un hogar materno.

## Geografía
- Latitud: 23° 03' 00" N
- Longitud: 82° 13' 00" O
- Superficie: 5.5 km²

- Datos: Q5980198